# Meiryo
Meiryo ist eine serifenlose Schriftart für japanische Schrift. Meiryo wurde von Microsoft mit Office for Mac 2008 als Teil der Standardinstallation veröffentlicht und sie ersetzte MS Gothic als Standardsystemschrift für Japanisch in Windows Vista.
Die Entwicklung einer neuen japanischen Schrift wurde notwendig, weil die bisherigen Schriften (hauptsächlich MS Gothic und MS Mincho) Microsofts ClearType-Technologie nicht unterstützten. Meiryo sollte die Lesbarkeit von Schrift auf LCD-Bildschirmen verbessern. ClearType war für lateinische Schriften bereits seit Oktober 2001 mit der Veröffentlichung von Windows XP verfügbar. Anders als die lateinischen Schriften, die für jede Schriftgröße das ClearType-System und Hinting nutzen, enthielten die mit Windows ausgelieferten japanischen Schriften für kleine Schriftgrößen Bitmap-Schriften. Obwohl bereits Schriften existierten, deren CJK-Glyphen Hinting für alle Schriftgrößen verwendeten (zum Beispiel Arial Unicode MS), war vor Windows Vista keine davon in Windows enthalten.

## Meiryo UI

Meiryo im Vergleich mit Meiryo UI

Meiryo UI ist ein Derivat mit schmaleren Kana und reduzierter Zeilenhöhe im Vergleich zu Meiryo. Die Schrift wurde mit Windows 7 eingeführt und war auch als Update für Windows Vista und Windows Server 2008 verfügbar.

## Eigenschaften
Meiryo wurde auf Basis der Schrift Verdana entworfen, die bereits als sehr gut lesbar galt. Die Grundlinie der Schrift wurde leicht erhöht, um die Lesbarkeit in Texten mit einer Mischung aus lateinischer Schrift und CJK-Zeichen zu verbessern. Die Glyphen der Meiryo für Kanji und Kana haben Verhältnis von Höhe zur Breite von 95:100.
Die japanischen Schriften, die mit Windows ausgeliefert wurden, enthielten Pixelraster-Glyphen für Schriftgrößen um die 9 pt. Anders als diese enthält Meiryo keine Pixelrasterglyphen. Um die Lesbarkeit bei kleinen Schriftgrößen zu verbessern, wurde TrueType-Hinting für die Kantenglättung verwendet. Eine vergleichbare Technik wurde bei den Schriften MingLiU und PMingLiU in Version 5.03 angewandt.
Meiryo wurde so entwickelt, dass sie mit dem Japan Industrial Standard JIS X 0213:2004 kompatibel ist und die neusten Jinmeiyō-Kanji unterstützt, die vom japanischen Justizministerium herausgegeben werden. Außerdem enthält sie OpenType-Tabellen für die Standards JIS 78, JIS 83 und JIS 90 zur Unterstützung von Altsystemen.
Meiryo unterstützt die folgenden OpenType-Layout-Features für lateinische, kyrillische und griechische Schrift sowie Han-Ideogramme und Kana: nalt, afrc, dnom, dlig, frac, fwid, hwid, hkna, ital, jp78, jp83, jp90, numr, qwid, ruby, sinf, zero, smcp, c2sc, liga, sups, twid, vkna, vrt2, vert, kern.
Meiryo enthält auch einige Glyphen, die normalerweise nicht ohne Schrifteditor verwendbar sind. Dazu gehören eingekreiste 00, 51 bis 100; negativ eingekreiste 00, 21 bis 100, a bis z, A bis Z, Kana; (abgerundet) quadratisch eingerahmte Zeichen, negativ (abgerundet) quadratisch eingerahmte Zeichen; 2×2 CJK-Wörter.
Die Kursivschnitte („italic“) der Meiryo enthalten nur für das lateinische Alphabet kursive Glyphen, denn die japanische Schrift kennt keine Entsprechung von Kursivschrift.

## Verfügbarkeit
Meiryo ist in der Standardinstallation von Windows Vista und Windows 8 enthalten (nicht mehr in deutschen Sprachversionen von Windows 10 und 11). Die Schrift konnte auch für Windows XP nachinstalliert werden. Meiryo wird in Form zweier TrueType-Dateien verteilt, die Standard- („regular“) beziehungsweise Fettschriftschnitte („bold“) enthalten. Beide Dateien enthalten daneben Kursivschnitte („italic“).
Für Windows XP waren die Schriften kostenlos als Bestandteil der japanischen Version von Microsoft Visual C# 2008 Express Edition oder der Microsoft-Silverlight-Laufzeitumgebung erhältlich.
Meiryo wird außerdem mit der japanischen Version von Microsoft Office for Mac seit der Version 2008 verteilt.

## Designer
Das Design der japanischen Zeichen der Meiryo stammt von C&G Inc. und dem Japaner Eiichi Kōno, der auch die Johnston Sans überarbeitet hat, welche seither von der U-Bahn Londons als New Johnston verwendet wird. Die lateinischen Zeichen wurden vom Briten Matthew Carter entworfen, der bereits die Verdana erstellt hatte und die Zeichen sehr ähnlich gestaltete. Indem die Schrift von Experten für lateinische beziehungsweise japanische Schrift gemeinsam entworfen wurde, wollte Microsoft eine Schriftart kreieren, in der englischer und japanischer Text auf dem Bildschirm gut miteinander harmonieren. Der Amerikaner Tom Rickner des damals unabhängigen Schriftenherstellers Ascender Corporation trug umfangreiche Programmier- und Hinting-Arbeit bei. Rickner hatte die ersten TrueType-Schriften bei Apple und das gesamte Hinting für Microsofts Schriften Georgia und Verdana erstellt. Nach Rickners Angaben ist Meiryo der eine der ersten Schriftarten für japanische Zeichen, die am und für den Computer-Bildschirm erstellt wurde, und ihre Gestaltung und Entwicklung benötigte zwei Jahre.

## Name
Der Name der Schrift leitet sich vom japanischen Wort 明瞭 meiryō („Klarheit“, „Deutlichkeit“, „Verständlichkeit“, „Lesbarkeit“) ab und bezieht sich auf die deutlichere, klarere Darstellung von Schrift auf Bildschirmen in Meiryo. Im Japanischen wird der Schriftname in Katakana als メイリオ meirio wiedergegeben, was die englische Aussprache /⁠ˈmeɪrioʊ⁠/ widerspiegelt. Die korrekte Wiedergabe von 明瞭 meiryō in Katakana ist メイリョウ mit der Aussprache /⁠mɛɪɾʲoː⁠/ oder /⁠meːɾʲoː⁠/. Laut Eiichi Kōno wurde die Katakana-Wiedergabe der englischen Aussprache nicht nur deshalb gewählt, weil das internationale Designerteam sie verwendete:

「メイがいい響きだし、リオはエキゾチック。それに『メイリョウ』より1文字減らせる」

„Mei klingt gut und rio ist exotisch. Außerdem ist [die Schreibweise メイリオ meirio] um ein Zeichen kürzer als [die Schreibweise メイリョウ] ‚Meiryō‘“

Obwohl sie eine Proportionalschrift ist, enthält der Name der Schrift kein P als Hinweis auf diese Eigenschaft, anders als bei MS P Gothic (ＭＳ Ｐゴシック) und MS P Minchō (ＭＳ Ｐ明朝).

## Probleme
- Bei kleinen Schriftgrößen sind die Abmessungen von gedruckten Kanji nicht gleichmäßig. Die Darstellung von kleinen Kanji war jedoch schon immer problematisch und oft eine Abwägung zwischen Lesbarkeit und anderen Faktoren wie Abständen. Das wurde in Meiryo-Version 6 behoben, die in Windows 7 enthalten ist.[5]
- Bei Schriftgrößen zwischen 11 und 13 bei 96 dpi haben die Glyphen ohne aktiviertes ClearType unterschiedliche Strichstärken. Insbesondere unter MacOS und Linux kann dieses Problem umgangen werden, indem die Schrift in halbfett statt normal dargestellt wird.
- Bei kleinen Schriftgrößen stimmt die Kantenglättung nicht mit den Methoden überein, die bei anderen Schriftarten wie MS Gothic angewandt wurden.
- Um der Kodierung nach dem japanischen Industriestandard JIS X 0213:2004 zu entsprechen, haben verschiedene Zeichen eine andere Strichführung als in der älten MS Gothic oder anderen bekannten Schriftarten. Um ältere Zeichen auf einer Webseite verwenden zu können, muss Meiryo aktiv ausgewählt werden.[6] (MingLiU und PMingLiU in Version 5.03 folgen den Standards des taiwanesischen Bildungsministeriums und der Referenzdarstellung der Unicode-Spezifikation, was ebenfalls vielen Anwendern missfällt.[7][8] Allerdings können MS Gothic, MS PGothic, MS UI Gothic, MS Mincho und MS PMincho auf Version 5.00 aktualisiert werden, die JIS X 0213:2004 unterstützt und den von Meiryo genutzten Zeichen entspricht und außerdem die JIS90 Forms OpenType Layout Table für Nutzer enthält, die alte Glyphen verwenden wollen.[9] Für Windows Vista bot Microsoft ein Update an, um mit MS Gothic und MS Mincho die Zeichen aus JIS X 0208:1990 zu nutzen.[10])
- In der kursiven Variante der Schrift werden nur die lateinischen Zeichen kursiv dargestellt, nicht die CJK-Zeichen und Kana. Für CJK-Zeichen werden andere Auszeichnungsformen verwendet, um Betonung oder Zitate zu kennzeichnen, als in Sprachen mit lateinischer Schrift. Inzwischen werden bei Werbung Kursivdarstellung in Kombination mit anderen Auszeichnungsformen wie Fettschrift, Ausrufezeichen sowie im Japanischen Katakana verwendet. Akademische Texte verwenden keine Kursivdarstellungen von CJK-Zeichen – im Gegensatz zu anderen Sprachen wie den europäischen, wo Kursivschrift beispielsweise für Zitate im Fließtext verwendet wird. Da Kursivschrift in CJK historisch nicht bekannt ist, entspricht die Entscheidung für Meiryo dem allgemeinen Gebrauch. Nach Angaben Microsofts enthält Meiryo einen angepassten Kursivschnitt der Verdana, statt auf automatische Kursivierung zu setzen.[11] Obwohl die Schrift eine OpenType-Tabelle für Kursivglyphen enthält, verweist diese nur auf die bereits in der Schrift enthaltenen Normalglyphen, um die automatische Anpassung zu umgehen. Dass Meiryo kursive Zeichen nur für Lateinisch, Griechisch, Koptisch und Kyrillisch enthält, lässt vermuten, dass Windows Vista noch keine automatische Kursivierung verwendete, wenn es eine Ersatzschrift für den Kursiveffekt nutzte, aber nicht die passenden Glyphen in Kursivschrift finden konnte. Dementsprechend wurden die meisten der OpenType-Tabellen der Schrift (außer denen für Kerning) nur verwendet, wenn die Ersatzzeichen in der Schrift selbst verfügbar waren.
- Zeichen für dreifach oder vierfach dünn gestrichelte Rahmenzeichen haben alle sechs Striche. Außerdem haben alle horizontal sechsfach gestrichelten Zeichen in der Darstellung mit dem OpenType-Funktion halbe Breite nur drei Striche.

## Auszeichnungen
2007 verlieh der Type Directors Club in Tōkyō den Preis für Schriftdesign an Eiichi Kōno, C&G Inc (Satoru Akamoto, Takeharu Suzuki, Yukiko Ueda), und Matthew Carter für die Schrift Meiryo.